# Zimmerius chrysops
El mosquerito caridorado (Zimmerius chrysops), también denominado tiranuelo cejiamarillo (en Colombia), moscareta de cara dorada (en Perú), atrapamoscas caridorado (en Venezuela) o tiranolete caridorado (en Ecuador) es una especie de ave paseriforme de la familia Tyrannidae perteneciente al género Zimmerius, algunos autores sostienen que se divide en dos especies. Es nativo del norte y oeste de América del Sur.

## Distribución y hábitat
Se distribuye desde el noroeste de Venezuela y noreste de Colombia, hacia el sur por el este de Ecuador, hasta el norte de Perú, con una población disjunta en el noreste de Venezuela.
Esta especie es considerada generalmente común en sus hábitats naturales: el dosel y los bordes de selvas húmedas montanas y también de baja altitud y bosques secundarios altamente degradados, principalmente por debajo de los 2000 m.

## Sistemática

### Descripción original
La especie Z. chrysops fue descrita por primera vez por el zoólogo británico Philip Lutley Sclater en 1859 bajo el nombre científico Tyrannulus chrysops; la localidad tipo es: «Zamora, Zamora-Chinchipe, Ecuador».

### Etimología
El nombre genérico masculino «Zimmerius» conmemora al ornitólogo estadounidense John Todd Zimmer (1889-1957); y el nombre de la especie «chrysops», se compone de las palabras del griego «khrusos» que significa ‘oro’, y «ōps» que significa ‘cara’.

### Taxonomía
Esta especie estuvo antes colocada en un género separado, Tyranniscus, pero exhibe plumaje y características morfológicas (patrón del ala, proporcionalidad entre la larga cola y el pico, y caracteres derivados tanto de la siringe como del palato) típicos del presente género. Anteriormente fue tratada como conespecífica con Zimmerius viridiflavus, pero son separadas con base en el plumaje y la vocalización.  La subespecie propuesta Z. chrysops molestus Meyer de Schauensee, 1945 (descrita en el valle del Cauca, en los Andes orientales de Colombia) se considera inseparable de la nominal.
La separación de Zimmerius flavidifrons de Z. chrysops siguiendo a varios autores como Ridgely & Greenfield 2001 y Fitzpatrick 2004, objeto de la parte C de la propuesta N° 363 al Comité de Clasificación de Sudamérica (SACC) no ha sido aprobada por el mismo. La misma propuesta, en la parte A aprobó la separación de Zimmerius albigularis de Z. chrysops con base en los estudios de Rheindt et al (2008). Los estudios de Rheindt et al (2013) encontraron evidencias vocales y genéticas para tratar Zimmerius minimus (incluyendo la subespecie cumanensis) como especie separada de Z. chrysops. El SACC precisa de proposición. Finalmente, en la Propuesta N° 766 al SACC se aprobó la transferencia de Z. c. flavidifrons como subespecie de Z. vilissimus, como tratado por Aves del Mundo (HBW). El Congreso Ornitológico Internacional (IOC) las considera tres especies separadas: Z. chrysops, Z. flavidifrons y Z. minimus.

### Subespecies
Según la clasificación del IOC, la especie es monotípica.
Según la clasificación Clements Checklist/eBird se reconocen tres subespecies, con su correspondiente distribución geográfica:
- Grupo politípico minimus/cumanensis (tratada como la especie Z. minimus por diversos autores):
  - Zimmerius chrysops minimus (Chapman, 1912) - norte de Colombia (Sierra Nevada de Santa Marta, norte de Magdalena).
  - Zimmerius chrysops cumanensis (J.T. Zimmer, 1941) - noreste de Venezuela (Estado Anzoátegui, Sucre, Monagas).

- Grupo monotípico chrysops:
  - Zimmerius chrysops chrysops (P.L. Sclater, 1859) - Serranía del Perijá y Andes del noroeste de  Venezuela, Colombia (excepto Nariño), este de Ecuador y norte de Perú (al sur hasta San Martín).